# Dunlop World Challenge 2008
Dunlop World Challenge 2008 — дебютный розыгрыш ежегодного профессионального международного теннисного турнира, проводимый ITF в рамках своего женского тура и ATP в рамках своего тура Challenger в японском городе Тоёта, префектура Айти.
Соревнования прошли с 24 по 30 ноября на крытых ковровых кортах комплекса Sky Hall Toyota.

## Соревнования

### Одиночные турниры

#### Мужчины
Го Соэда обыграл  Ли Хён Тхэка со счётом 6:2, 7:6(7).

#### Женщины
Аюми Морита обыграла  Ксению Лыкину со счётом 6:1, 6:3.
- Аюми Морита выигрывает 3-й титул в сезоне и 6-й за карьеру в туре федерации.

### Парные турниры

#### Мужчины
Фредерик Нильсен /  Айсам-уль-Хак Куреши обыграли  Чжэнь Ти /  Гжегожа Панфила со счётом 7:5, 6:3.

#### Женщины
Эмма Лайне /  Мелани Саут обыграли  Кимико Датэ-Крумм /  Хань Синьюнь со счётом 6:1, 7:5.